# حراس القوة: القوة الغامضة
باور رينجرز مستك فورس (بالإنجليزية: Power Rangers Mystic Force) من سلسلة باور رينجرز الذي بدأ أول عرض له عام 1993 ، هو مسلسل البطل الخارق يتحدث عن أبطال خمس ينقذون المراهقين وقد عرض المسلسل في على قناة إم بي سي 4 أولا ثم على إم بي سي أكشن. عرض على قناة إم بي سي 4 (MBC4), أولا ثم على إم بي سي أكشن (MBC Action)., هو الموسم الرابع عشر لبرنامج المراهقين واليافعين المسلسل التلفزيوني الأمريكي الشهير باور رينجرز. هو الموسم 14 من سلسلة باور رينجرز عرض عام 2006

## باور رينجرز
- نيك راسيل بوين (الحارس الأحمر)

```
تروي
```

- فيدا روكا (الحارسة الوردية) لديها قوة الأعصار0ايما
- تشارلز تشيب (الحارس الأصفر) لديه قوة البرق. جيا
- إكزاندر بلى (الحارس الأخضر) لديه قوة الأرض. جايك
- ماديسون روكا (الحارسة الزرقاء) لديها قوة الماء. نواه

## الحلقات
1 44

## وصلات خارجية
- حراس القوة: القوة الغامضة على موقع IMDb (الإنجليزية)
- حراس القوة: القوة الغامضة على موقع نتفليكس (الإنجليزية)
- حراس القوة: القوة الغامضة على موقع كينوبويسك (الروسية)